# Costa Rica ai Giochi della XXXI Olimpiade
La Costa Rica ha partecipato ai Giochi della XXXI Olimpiade, che si sono svolti a Rio de Janeiro, Brasile, dal 5 al 21 agosto 2016, con una delegazione di 11 atleti impegnati in 6 discipline. Portabandiera alla cerimonia di apertura è stato il velocista Nery Brenes, alla sua terza Olimpiade.
Si è trattato della quindicesima partecipazione di questo paese ai Giochi estivi. Non sono state conquistate medaglie.